# Sévérine
Sévérine é uma personagem fictícia do filme 007 - Operação Skyfall, 23º filme oficial da franquia cinematográfica do espião britânico James Bond. Assim como o próprio filme e sua história, a personagem não existe em qualquer dos livros de Ian Fleming e foi criada pelos roteiristas do longa-metragem de 2012. É interpretada nas telas pela atriz francesa Berenice Marlohe.

## Características
Sévérine é uma bela mulher distante e enigmática,, uma ex-prostituta de Macau, que vive sob a proteção do vilão Raoul Silva, como sua amante e, subliminarmente, escrava sexual. Na verdade ela tem um grande medo de seu "protetor" e acredita que Bond pode livrá-la dele. Carrega uma Beretta 70 amarrada à coxa e tem uma tatuagem no pulso identificando-a como uma ex-integrante dos bordéis chineses.

## No filme
Ela aparece pela primeira vez, à distância, quando Bond persegue um dos homens de Silva em Xangai. Vista pela janela do edifício contíguo onde 007 mata o capanga, ela participa, como testemunha na cena do crime, do assassinato de um comprador de obras de arte roubadas e os dois cruzam olhares à distância. Depois, ela encontra Bond no bar de um cassino, e adverte o espião sobre seu namorado e protetor, por quem demonstra pavor. 
No cassino, Sévérine avisa Bond que seus guarda-costas pretendem matá-lo e marca um encontro com o espião no iate de Silva, caso ele consiga escapar dos assassinos, que os levará até a ilha do vilão. Depois de se livrar de seus perseguidores, ele encontra Sévérine no iate e os dois fazem amor no chuveiro.
Com a descoberta do espião pela tripulação, no dia seguinte os dois são levados como prisioneiros até a ilha onde Silva se encontra. Por ter dormido com Bond e tê-lo avisado sobre as intenções de Silva, ela é torturada e levada até um pátio aberto, onde deve servir de alvo para tiros dos dois homens, amarrada e com um pequeno copo de uísque colocado na cabeça. Bond é desafiado por Silva a acertar o copo sem matar Sévérine (numa emulação à Guilherme Tell). O espião erra o tiro no copo de uísque mas não acerta a mulher. Na sua vez, Silva atira e a mata com um tiro na cabeça.

Sévérine: Quanto você sabe sobre medo?

James Bond:  Sei tudo.

Sévérine: ... não como esse... não como ele ...